# 9月29日
9月29日（くがつにじゅうくにち）は、グレゴリオ暦で年始から272日目（閏年では273日目）にあたり、年末まであと93日ある。

## できごと

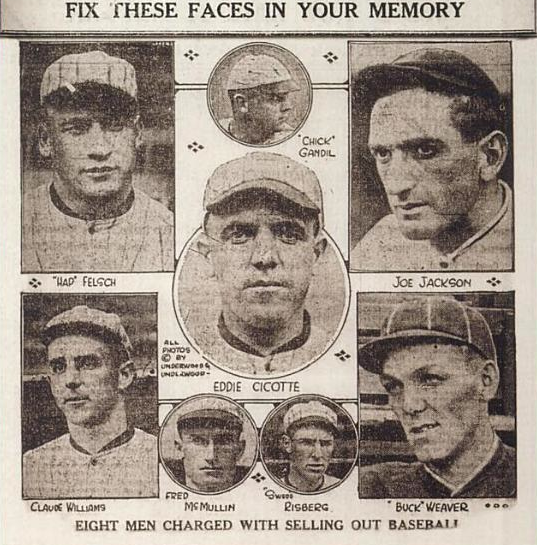
ブラックソックス事件(1920年)。翌年、永久追放処分を受けた“悲劇の8人”

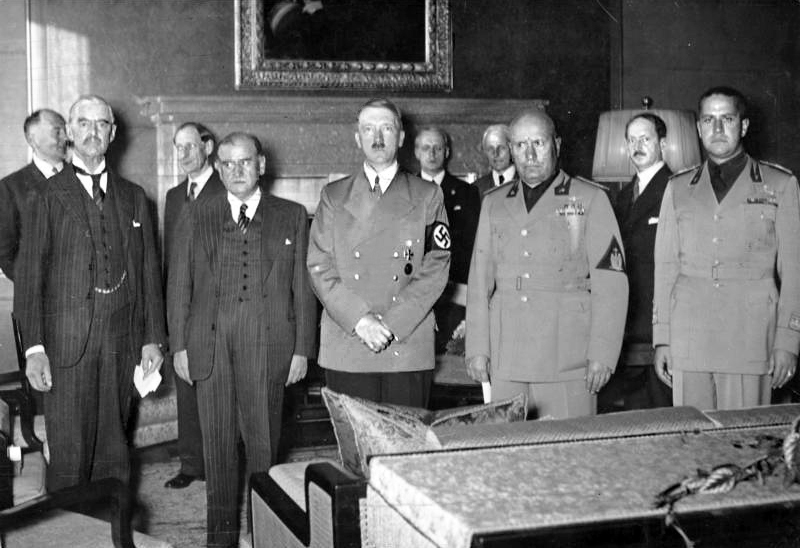
ズデーテン地方の帰属問題を討議したミュンヘン会談(1930)。ドイツを増長させた悪しき宥和政策と後に批判される

- 440年 - レオ1世がローマ教皇に即位[1]。
- 855年 - ベネディクトゥス3世がローマ教皇に即位。
- 1011年 - ノルマン・コンクエスト: デーン人により包囲されていたカンタベリーの総主教エルフィア（英語版）が捕らえられる。
- 1227年 - 神聖ローマ皇帝フリードリヒ2世が十字軍不参加を理由に教皇グレゴリウス9世により破門される。
- 1331年（元徳3/元弘元年8月27日） - 元弘の変: 倒幕計画が発覚した後醍醐天皇が京都府笠置町の笠置山に行幸される[2]。
- 1364年 - 百年戦争: オーレの戦い。イングランドが支援するジャン4世によりフランスが支援するシャルル・ド・ブロワが敗死した[3]。
- 1399年 - 従弟のヘンリー・ボリングブルック（後のヘンリー4世）ら貴族層のクーデターによってイングランド王リチャード2世が王位から追放される。
- 1642年 - セダンがフランス王国の支配下に入る。
- 1668年 - ブサンソン要塞（英語版）の建設が開始。
- 1717年 - グアテマラ地震が発生。
- 1789年 - 第1回アメリカ合衆国議会（英語版）が閉会。
- 1829年 - イギリスの首都警察スコットランドヤードが発足。
- 1833年 - イサベル2世がスペイン女王に即位。
- 1837年 - フランス歴史的記念物の称号制度が始まる。
- 1848年 - ハンガリー革命: パーコズドの戦い（英語版）。
- 1855年 - フィリピンのイロイロ港（英語版）がスペインによって貿易のため開港される。
- 1864年 - 南北戦争: チャフィン農園の戦い。
- 1864年 - リスボン条約が署名されスペインとポルトガルの国境線が定められる。
- 1885年 - 日本郵船創立（郵便汽船三菱と共同運輸が合併、同年10月1日創業）。
- 1885年 - ブラックプール・トラムが開業。
- 1902年 - ニューヨーク・ブロードウェイに初の商業ミュージカル劇場が開場。
- 1907年 - ワシントン大聖堂起工。
- 1911年 - 伊土戦争勃発。
- 1918年 - 原敬が第19代内閣総理大臣に就任し、原内閣が成立。
- 1918年 - 第一次世界大戦: ブルガリアがサロニカ休戦協定（Armistice of Salonica）に署名。
- 1918年 - 第一次世界大戦・西部戦線: 連合軍がヒンデンブルク線（英語版）を突破。
- 1918年 - 第一次世界大戦: ドイツの最高軍司令部が皇帝と首相に11月11日の休戦協定の交渉を開始するように指示。
- 1920年 - 大リーグ・ブラックソックス事件の裁判で、8選手が八百長を認める証言。翌年、無罪判決が出るが、球界永久追放となる。
- 1923年 - フランスによるシリア委任統治、イギリスによるパレスチナ委任統治の委任状が発効。
- 1927年 - ベーブ・ルースがシーズン60号ホームランを打ち、当時のメジャーリーグ記録を更新。
- 1932年 - チャコ戦争: ボケロンの戦い（英語版）が終了。
- 1938年 - ミュンヘン会談。（ - 9月30日）
- 1940年 - ブロックルズビー空中衝突事故（英語版）。
- 1941年 - ナチスによるバビ・ヤールでの虐殺が起こる。
- 1943年 - ゾルゲ事件: 東京地裁がリヒャルト・ゾルゲや尾崎秀実らに死刑判決。
- 1945年 - 昭和天皇とマッカーサーが並ぶ写真を新聞各紙が掲載。
- 1946年 - 新潟日報社襲撃事件。
- 1946年 - 富山地方鉄道上滝線、上滝駅-上滝公園下駅（当時、現在の大川寺駅）間で電車三重衝突事故。死者1名、重傷者6名、軽傷者6名。
- 1949年 - 中国共産党が甘粛省全域を支配下に置く。
- 1950年 - 国際連合安全保障理事会決議87が採択。この年の10月15日以降に中華人民共和国が台湾島への武力侵攻を宣言した場合、中華人民共和国と中華民国の双方の代表が出席して対応することを決定。
- 1954年 - 欧州原子核研究機構（CERN）が発足。
- 1954年 - フルシチョフが初訪中。
- 1954年 - MLBワールドシリーズ第一戦8回表の守備で、ウィリー・メイズが『ザ・キャッチ』の好捕。
- 1957年 - ソ連チェリャビンスク州の放射性廃棄物タンクで爆発事故がおこったが、1989年まで事実はふせられた。（ウラル核惨事）
- 1962年 - カナダ初の国産実験衛星「アルーエット1」が打ち上げ。
- 1963年 - 第2バチカン公会議第2会期が始まる。12月4日まで。
- 1969年 - ショスタコーヴィチの交響曲第14番が初演される。
- 1971年 - 第二水俣病訴訟で新潟地裁は昭和電工に賠償金の支払いを命じる判決を出す。
- 1972年 - 日中共同声明に調印。日本と中華人民共和国の国交が成立（日中国交正常化）。大平正芳外相が、日本と中華民国（台湾）との間の条約は失効と表明。
- 1977年 - ダッカ日航機ハイジャック事件: 日本政府が超法規的措置により犯人グループの要求通り獄中の9人を釈放。
- 1979年 - フランシスコ・マシアス・ンゲマが甥のテオドロ・オビアン・ンゲマ率いるクーデターで処刑される。
- 1984年 - 韓国の豪雨被害に北朝鮮が援助物資を贈り、受け渡しが板門店で行なわれる。
- 1988年 - 1986年のチャレンジャー号爆発事故以来凍結されていたスペースシャトル計画が、STS-26の「ディスカバリー」の打ち上げで再開される。
- 1989年 - 横綱千代の富士が国民栄誉賞を授与される。
- 1990年 - ステルス戦闘機YF-22が初飛行。
- 1991年 - 1991年ハイチクーデター（英語版）が発生。
- 1992年 - ブラジルのフェルナンド・コロール・デ・メロ大統領が辞任。
- 1993年 - インド・マハラシュトラ州でマグニチュード6.3の地震発生。
- 1996年 - 任天堂が北米でNINTENDO 64を発売。
- 1999年 - 下関通り魔殺人事件。
- 2001年 - サイラキュース・ジャーナル（英語版）の刊行が終了。
- 2002年 - 第14回アジア競技大会が釜山で開幕。
- 2004年 - 定期的に地球の近くを通る小惑星トータティスが、地球から155万kmまで接近する[4]。
- 2004年 - スペースシップワンが民間宇宙船開発に対する賞金制度「Ansari X Prize」の受賞条件を最も早く達成する。
- 2005年 - 阪神タイガースが2年ぶりにリーグ優勝。
- 2006年 - ゴル航空1907便墜落事故。
- 2006年 - 1954年から放送が開始された日本テレビ系の長寿番組『NNNきょうの出来事』が終了。
- 2007年 - 2003年から行われてきた平等院の平成大修理事業が終了。
- 2007年 - セラフィールドにあるコールダーホール原子力発電所の4つの冷却塔が爆破解体される。
- 2007年 - この年のF1日本GPから、1987年から20年に亘って開催された鈴鹿サーキットから、富士スピードウェイで行われることとなった。
- 2008年 - サブプライムローン問題: 米下院で緊急経済安定化法が否決。ダウ平均株価が史上最大の下落幅となる777.68ドル安を記録。
- 2009年 - サモア沖地震が発生[5]。
- 2013年 - グジバ大学虐殺事件（英語版）が発生する。
- 2018年 - 富田林署被疑者逃走事件: 大阪府の富田林署で、拘留中の8月12日に室内の仕切り板を壊して逃走した強盗致傷の容疑者が、逃走49日目に山口県周南市で現行犯逮捕される。
- 2019年 - 2019年オーストリア議会選挙（英語版）が行われる。
- 2020年 - クウェート首長のサバーハ4世が薨去し、30日ナワーフ・アル＝アフマド・アル＝ジャービル・アッ＝サバーハが即位。

## 誕生日

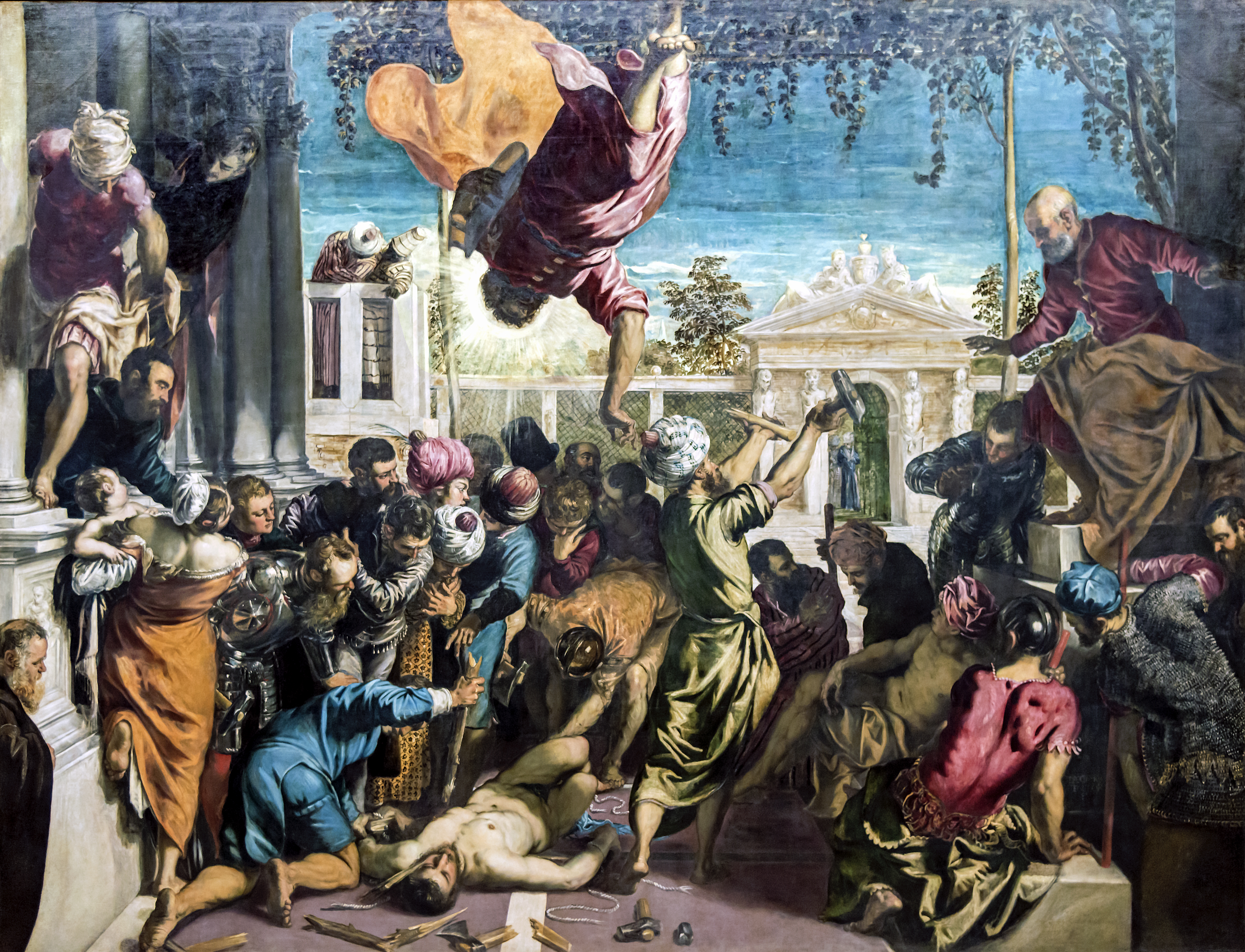
ルネサンス期ヴェネツィアで活躍した画家、ティントレット(1518-1594)誕生。画像は《奴隷の奇蹟》(1548)

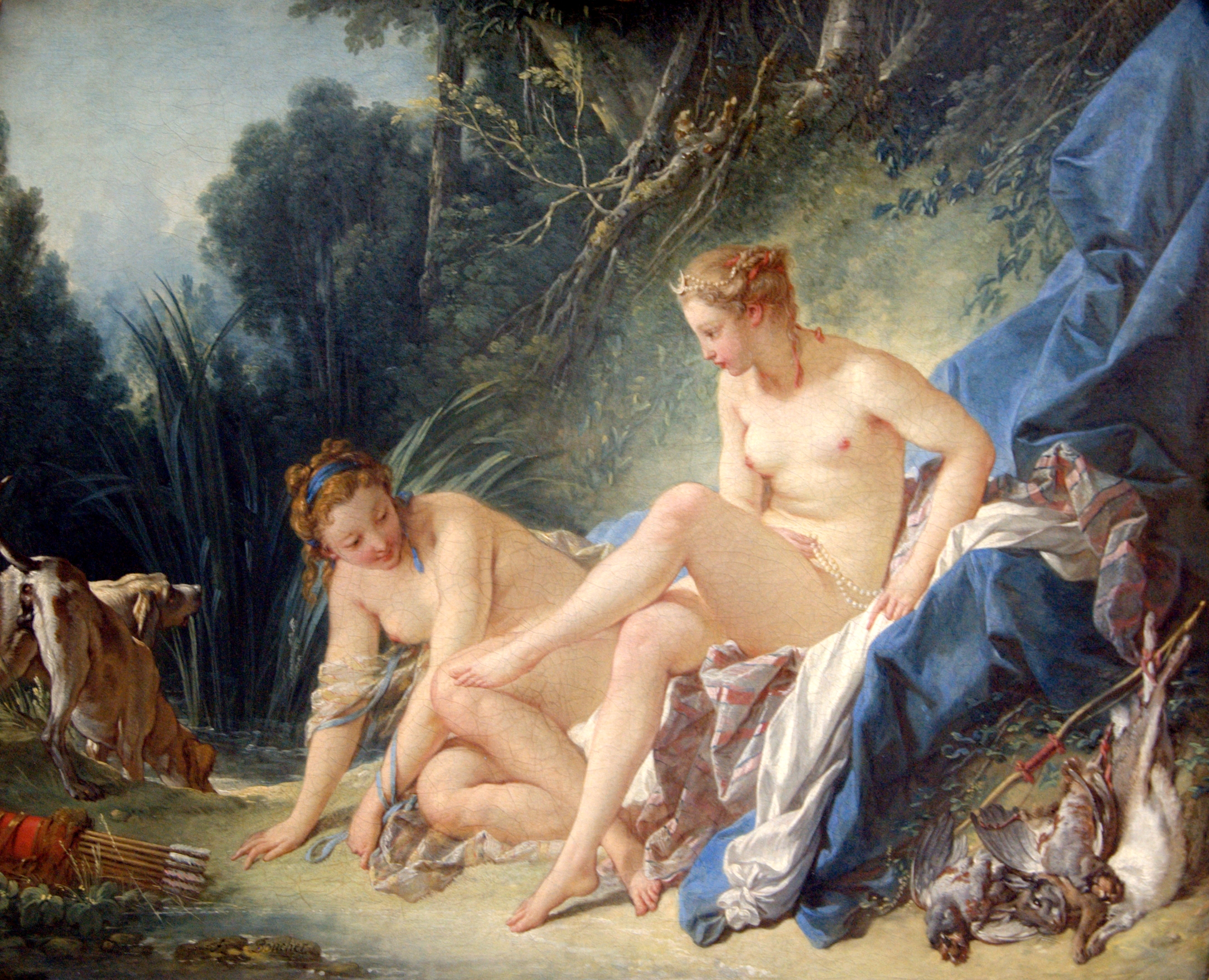
ロココ芸術全盛期を築いたフランスの画家、フランソワ・ブーシェ(1573-1610)誕生。画像は《水浴のディアナ》(1742)

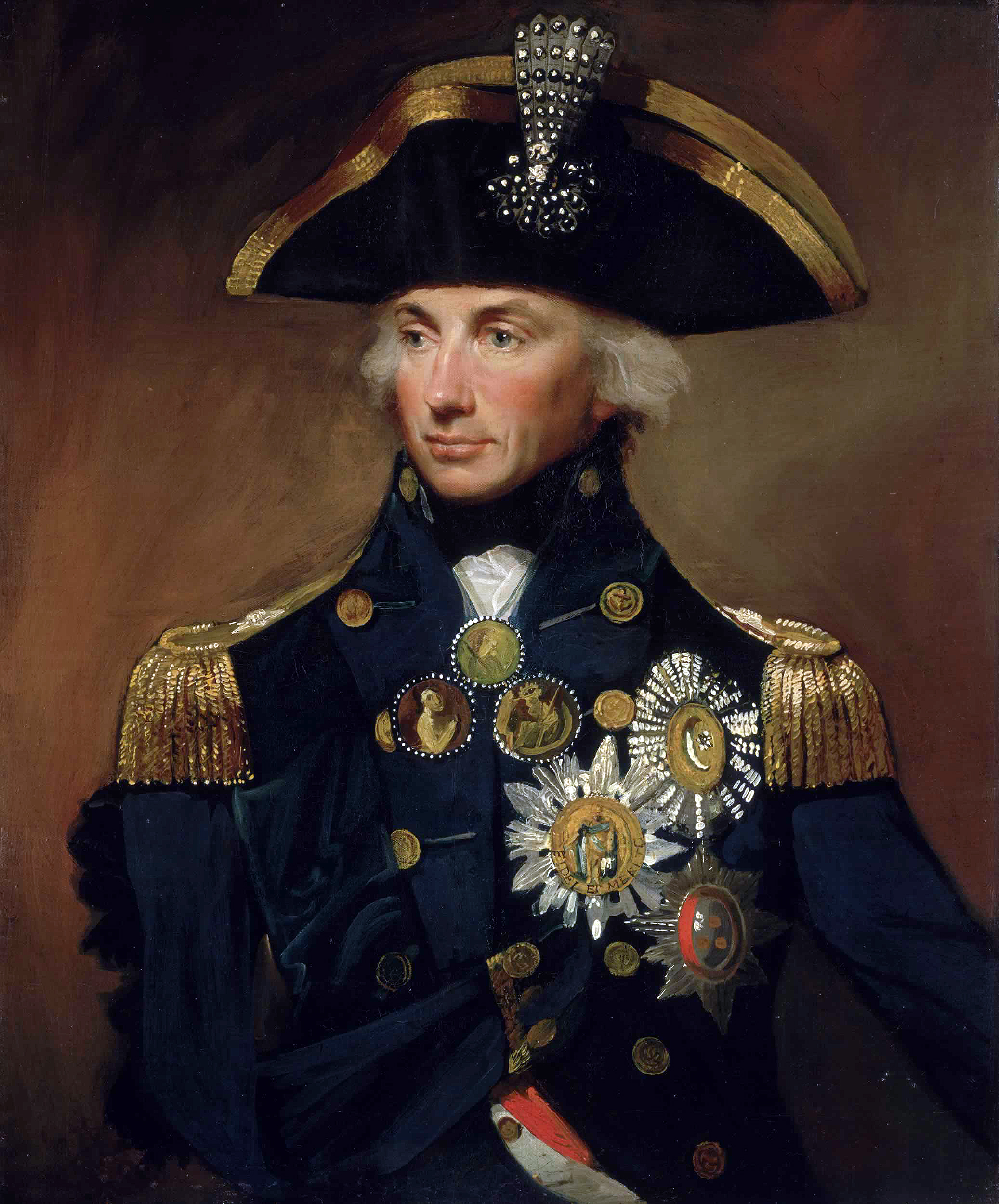
英国海軍提督ホレーショ・ネルソン(1758-1805)誕生。

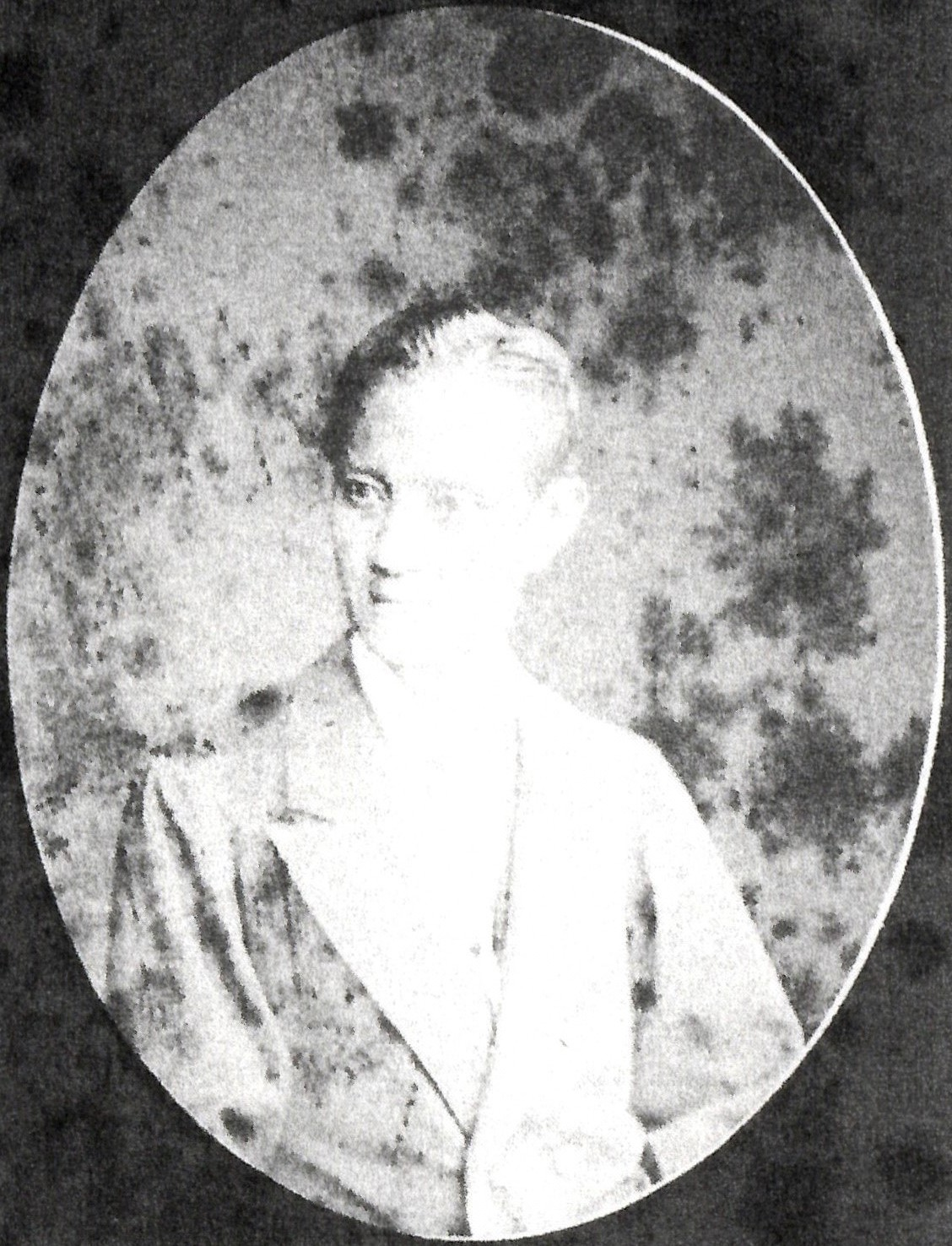
常陸府中藩第10代藩主松平頼策(1848-1886)誕生。

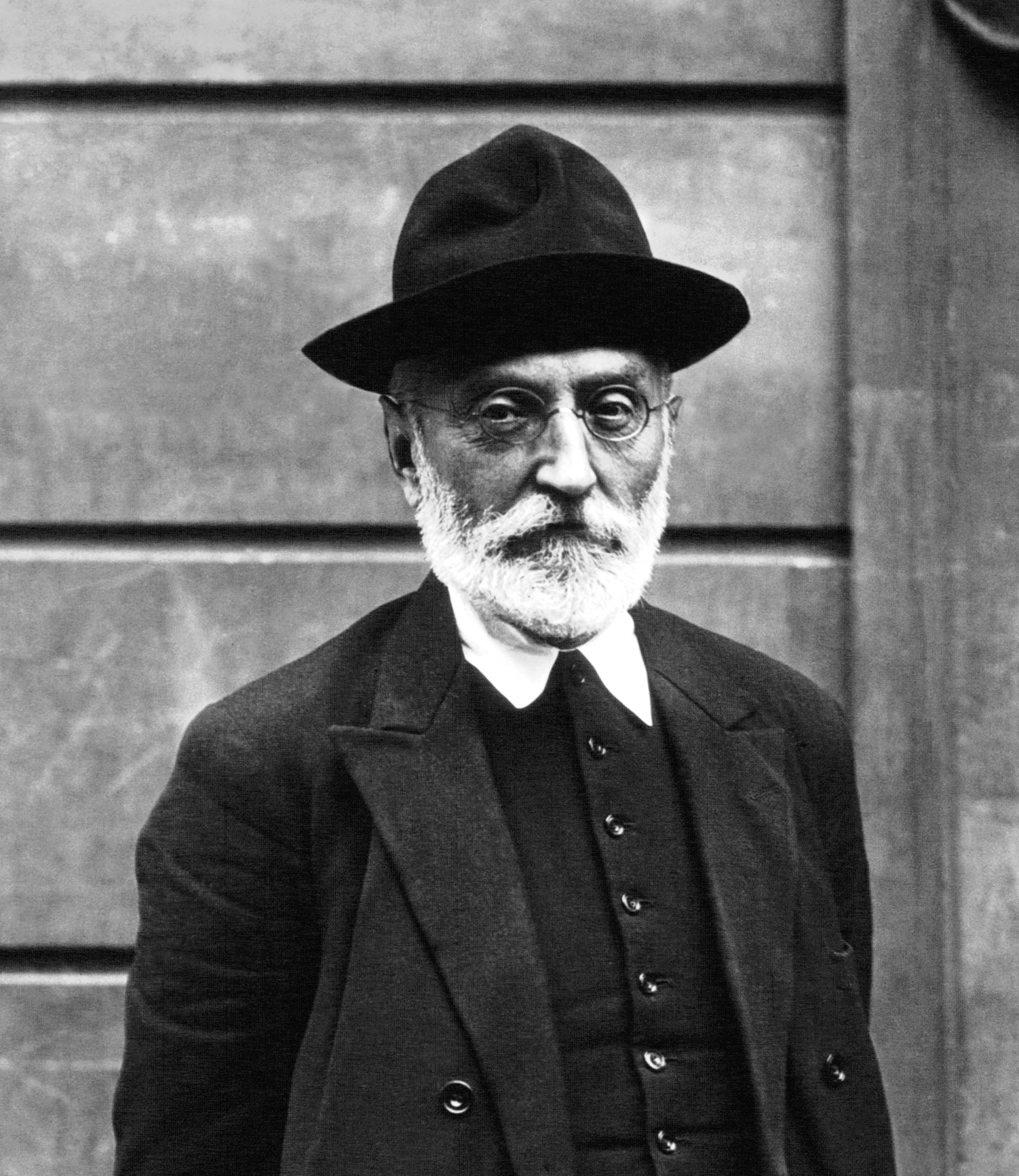
スペインの思想家ミゲル・デ・ウナムーノ(1864-1936)誕生。

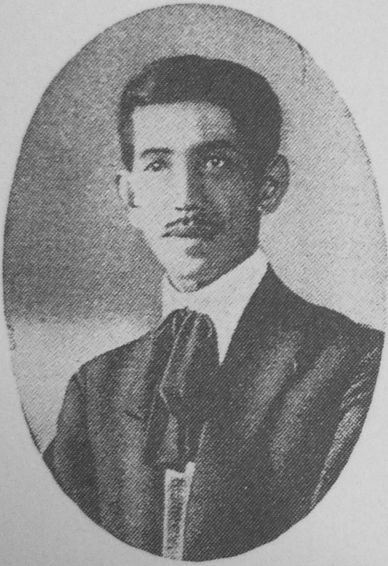
児童文学者鈴木三重吉(1898-1936)誕生。

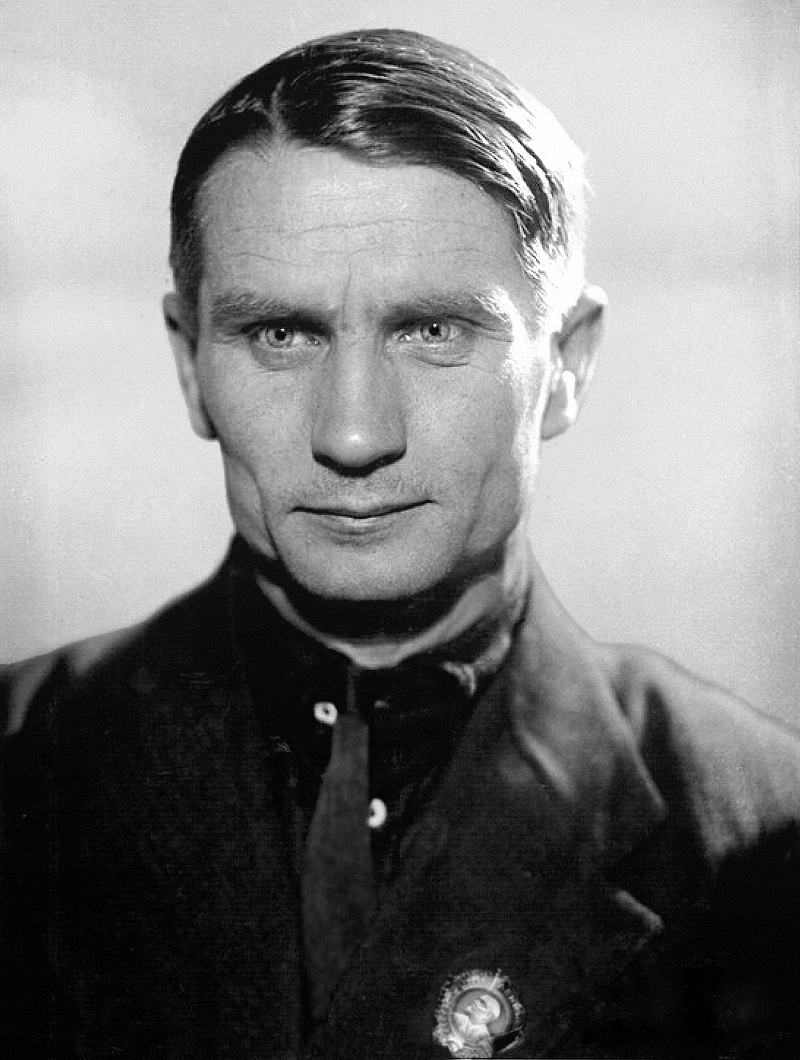
ソ連の生物学者・農学者トロフィム・ルイセンコ(1898-1976)誕生。

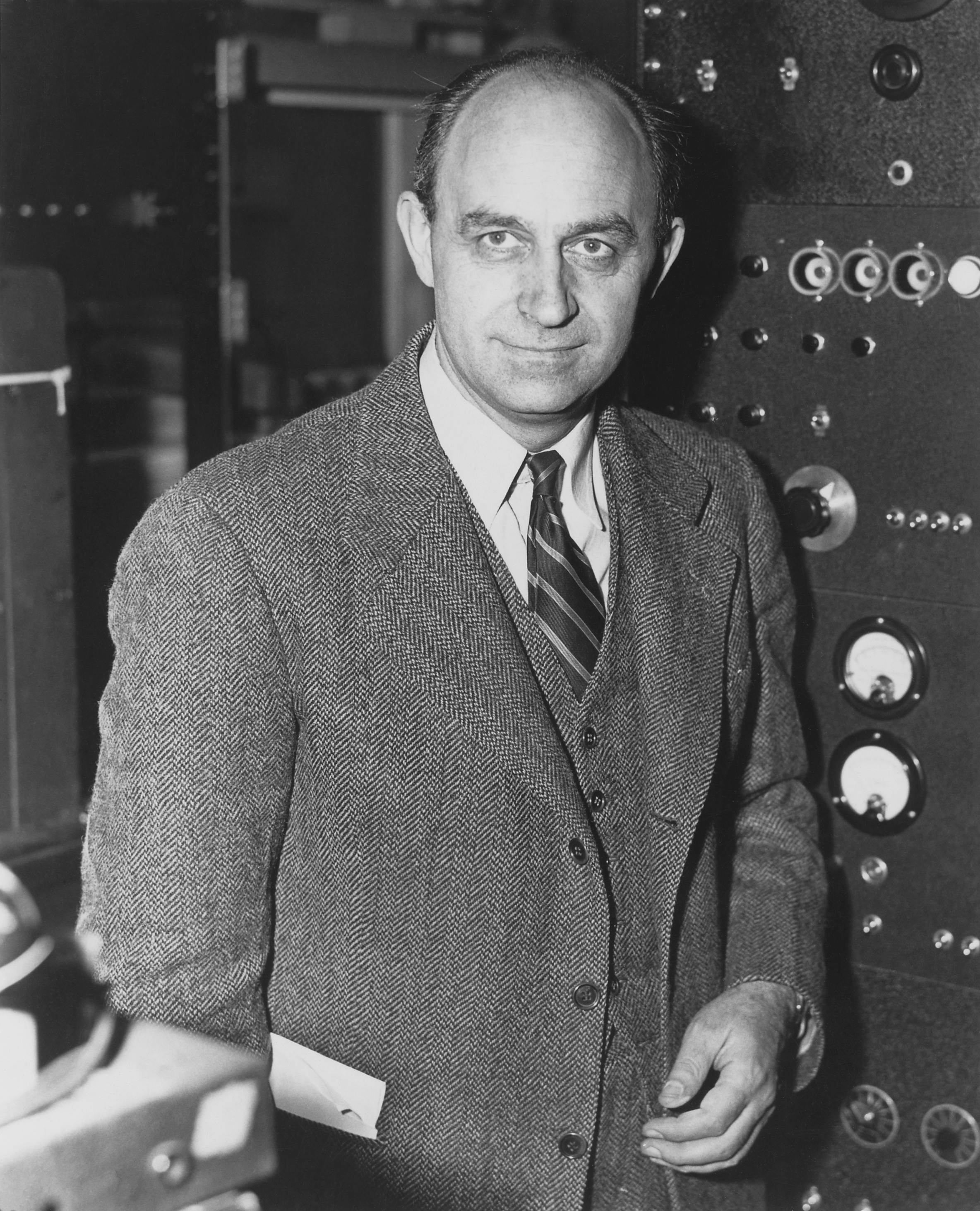
イタリアの核物理学者エンリコ・フェルミ(1901-1956)誕生。

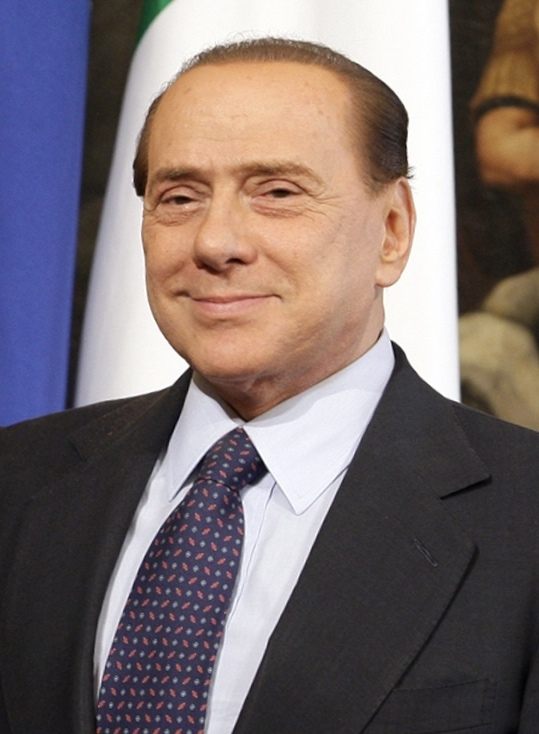
シルヴィオ・ベルルスコーニ(1936-2023)誕生。

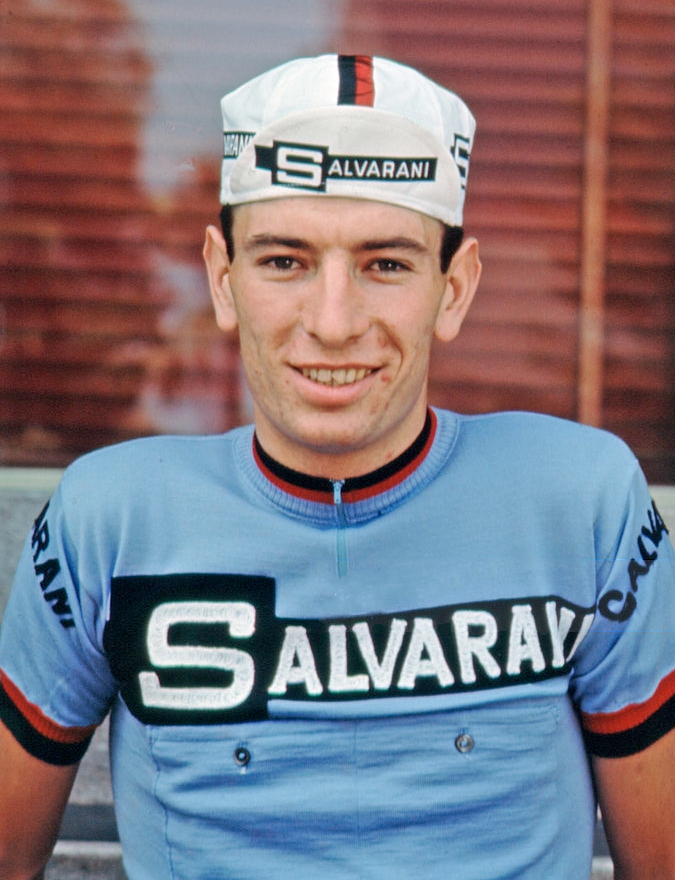
欧州三大大会制覇をしたロードレーサーフェリーチェ・ジモンディ(1942-2019)誕生。

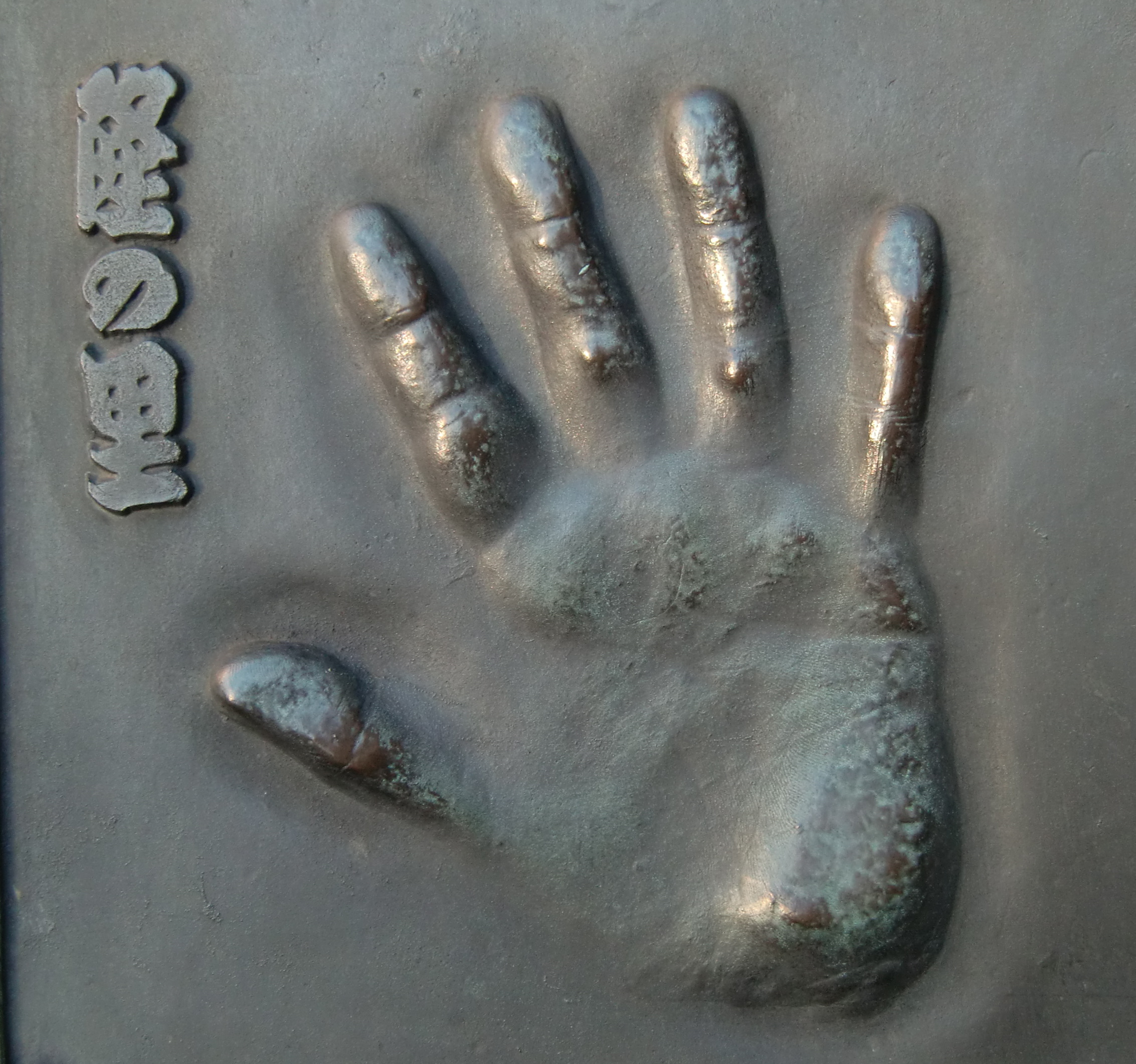
大相撲第59代横綱隆の里俊英(1952-2011)誕生。画像は隆の里の手形。

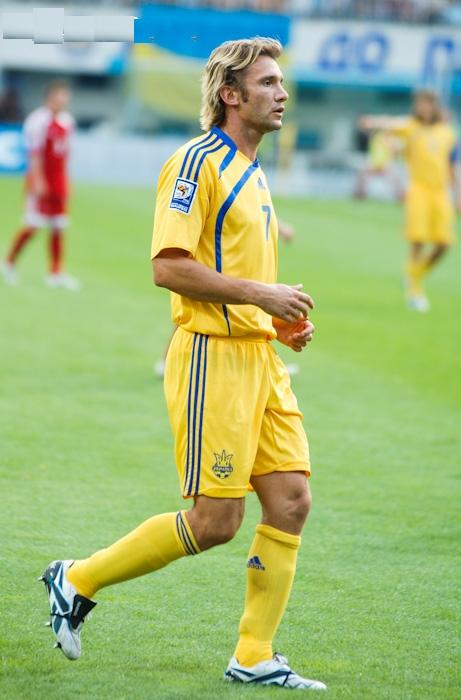
ウクライナをWorldCupに導いたサッカー選手・指導者アンドリー・シェフチェンコ(1976-)誕生。「ウクライナの矢」と称された史上最高のストライカーのひとり。

- 紀元前106年 - グナエウス・ポンペイウス[6]、共和政ローマの軍人、政治家（+ 紀元前48年）
- 929年（宝正4年8月24日） - 銭弘俶、十国呉越の第5代（最後）の王（+ 988年）
- 1240年 - マーガレット・オブ・イングランド、スコットランド王アレグザンダー3世の王妃（+ 1275年）
- 1276年 - クリストファ2世、デンマーク王（+ 1332年）
- 1402年 - フェルナンド聖王子、ポルトガルの王子（+ 1443年）
- 1460年 - ルイ2世・ド・ラ・トレモイユ、貴族（+ 1525年）
- 1463年 - ルイ1世 (レーヴェンシュタイン伯爵)（英語版）、レーヴェンシュタイン伯爵（+ 1523年）
- 1511年 - ミシェル・セルヴェ、人文主義者、医師、神学者（+ 1553年）
- 1518年 - ティントレット、画家（+ 1594年）
- 1547年 - ミゲル・デ・セルバンテス、作家（+ 1616年）
- 1548年 - ヴィルヘルム5世、バイエルン公（+ 1626年）
- 1561年 - アドリアン・ファン・ルーメン（英語版）、司祭（+ 1615年）
- 1571年 - カラヴァッジオ[7]、画家
- 1574年 - ルドヴィック・スチュワート (第2代レノックス公爵)（英語版）、第2代レノックス公爵（+ 1624年）
- 1602年 - アルジャーノン・パーシー、第10代ノーサンバランド伯（+ 1668年）
- 1636年 - トーマス・テニソン（英語版）、大司教（+ 1715年）
- 1639年 - ウィリアム・ラッセル（ラッセル卿）、政治家（+ 1683年）
- 1640年 - アントワーヌ・コワズヴォ（Antoine Coysevox）、彫刻家（+ 1720年）
- 1674年 - ジャック・オトテール、作曲家、フルート奏者（+ 1763年）
- 1678年 - アドリアン・モーリス・ド・ノワイユ（英語版）、フランス外務大臣、軍人（+ 1766年）
- 1691年 - リチャード・シャロナー（英語版）、司教（+ 1781年）
- 1703年 - フランソワ・ブーシェ、画家（+ 1770年）
- 1718年 - ニキータ・パーニン、ロシア帝国外務大臣（+ 1783年）
- 1725年 - ロバート・クライヴ、軍人（+ 1774年）
- 1758年 - ホレーショ・ネルソン、イギリス海軍軍人、提督（+ 1805年）
- 1761年（宝暦11年9月2日） - 堀田正時、佐倉藩主（+ 1811年）
- 1765年 - カール・ハーディング、小惑星ジュノーの発見者（+ 1834年）
- 1766年 - シャーロット・オーガスタ・マティルダ、ヴュルテンベルク王フリードリヒ1世の王妃（+ 1828年）
- 1786年 - グアダルーペ・ビクトリア、初代メキシコ合衆国大統領（+ 1843年）
- 1786年（天明6年9月8日） - 松平康乂、津山藩主（+ 1805年）
- 1791年（寛政3年9月2日）- 真田幸貫、江戸幕府老中、松代藩主（+ 1852年）
- 1803年 - マーケイター・クーパー、探検家、船乗り、マンハッタン号（英語版）船長（+ 1876年）
- 1803年 - ジャック・シャルル・フランソワ・シュトゥルム（英語版）、数学者（+ 1855年）
- 1810年 - エリザベス・ギャスケル、小説家（+ 1865年）
- 1815年 - アンドレアス・アッヒェンバッハ、画家（+ 1910年）
- 1816年 - ポール・フェヴァル（英語版）、作家（+ 1887年）
- 1820年 - アンリ・ダルトワ、フランス王シャルル10世の孫（+ 1883年）
- 1827年（文政10年8月9日） - 松平信璋、吉田藩主（+ 1849年）
- 1832年 - ミゲル・ミラモン、タクバヤの陰謀によるメキシコ暫定大統領（+ 1867年）
- 1843年 - ミハイル・スコベレフ、軍人（+ 1882年）
- 1844年 - ミゲル・アンヘル・フアレス・セルマン（英語版）、第10代アルゼンチン大統領（+ 1909年）
- 1848年（嘉永元年9月3日） - 松平頼策、府中藩主、子爵（+ 1886年）
- 1854年（嘉永7年8月8日） - 下田歌子、教育者、歌人（+ 1936年）
- 1859年 - デーブ・オル、プロ野球選手（+ 1915年）
- 1863年 - フーゴー・ハーゼ、ドイツ独立社会民主党（USPD）初代党首、平和主義者（+ 1919年）
- 1864年 - ミゲル・デ・ウナムーノ、哲学者、文学者、詩人、劇作家（+ 1936年）
- 1866年 - ムィハーイロ・フルシェーウシクィイ、歴史家（+ 1934年）
- 1867年 - ヴァルター・ラーテナウ、ドイツ外相（+ 1922年）
- 1879年 - マリウス・ジェイコブ（英語版）、アナキスト（+ 1954年）
- 1880年 - リベラト・ピント（英語版）、第79代ポルトガル首相（+ 1949年）
- 1881年 - ルートヴィヒ・フォン・ミーゼス、経済学者（+ 1973年）
- 1882年 - 鈴木三重吉、児童文学者（+ 1936年）
- 1882年 - リリアス・アームストロング（英語版）、電話技師（+ 1937年）
- 1894年 - エルネスト・アンブロジーニ、陸上競技選手（+ 1951年）
- 1895年 - クラレンス・アシュリー（英語版）、歌手、バンジョー奏者（+ 1967年）
- 1895年 - ジョゼフ・バンクス・ライン、超心理学者（+ 1980年）
- 1895年 - ロスコー・ターナー、パイロット（+ 1970年）
- 1898年 - トロフィム・ルイセンコ、農学者（+ 1976年）
- 1899年 - ビーロー・ラースロー、ボールペンの発明者（+ 1985年）
- 1900年 - ミゲル・アレマン・バルデス、第46代メキシコ大統領（+ 1983年）
- 1901年 - エンリコ・フェルミ、物理学者（+ 1954年）
- 1901年 - ランツァ・デル・ヴァスト（英語版）、詩人、哲学者（+ 1981年）
- 1903年 - オットー・フォン・ポラット（英語版）、ボクサー（+ 1982年）
- 1904年 - グリア・ガースン、女優（+ 1996年）
- 1905年 - フィデル・ラバルバ、ボクサー（+ 1981年）
- 1906年 - チャールズ・ウォルコット (作曲家)（英語版）、作曲家（+ 1987年）
- 1907年 - ハンス・マーティン・ズーターマイスター、作家（+ 1977年）
- 1907年 - ジーン・オートリー、歌手（+ 1998年）
- 1908年 - エディ・トーラン、陸上競技選手（+ 1967年）
- 1909年 - 小田切信男、医師、聖書研究家（+ 1982年）
- 1910年 - ヴァージニア・ブルース、女優、歌手（+ 1982年）
- 1910年 - アルド・ドナーティ（英語版）、サッカー選手（+ 1984年）
- 1911年 - 麻生太賀吉、実業家、政治家（+ 1980年）
- 1911年 - チャールズ・コート（英語版）、第21代西オーストラリア州首相（+ 2007年）
- 1912年 - ミケランジェロ・アントニオーニ、映画監督（+ 2007年）
- 1913年 - スタンリー・クレイマー、映画監督（+ 2001年）
- 1913年 - シルヴィオ・ピオラ、サッカー選手（+ 1996年）
- 1913年 - トレヴァー・ハワード、俳優（+ 1988年）
- 1915年 - ブレンダ・マーシャル、女優（+ 1992年）
- 1917年 - 八幡野平八郎、元大相撲力士（+ 1994年）
- 1917年 - 赤谷源一、国際連合事務次長（+ 1987年）
- 1919年 - キラ・ズヴォリキナ（英語版）、チェス選手（+ 2014年）
- 1919年 - 竹本正男、体操選手（+ 2007年）
- 1920年 - ヴァーツラフ・ノイマン、指揮者（+ 1995年）
- 1920年 - 平野龍一、法学者（+ 2004年）
- 1920年 - ピーター・デニス・ミッチェル、生化学者（+ 1992年）
- 1922年 - リザベス・スコット（英語版）、女優（+ 2015年）
- 1925年 - スティーヴ・フォレスト、俳優（+ 2013年）
- 1925年 - ポール・マクレディ、航空技術者（+ 2007年）
- 1926年 - チャック・クーパー、バスケットボール選手（+ 1984年）
- 1927年 - アデマール・ダ・シルバ、三段跳び選手（+ 2001年）
- 1927年 - ピート・マックロスキー（英語版）、政治家（+ 2024年）
- 1927年 - エリザベス・ピーターズ、作家（+ 2013年）
- 1928年 - 田村錦人、俳優、声優（+ 2015年）
- 1928年 - マルティン・トゥルノフスキー、指揮者（+ 2021年）
- 1930年 - リチャード・ボニング、指揮者
- 1930年 - コリン・デクスター、推理作家（+ 2017年）
- 1931年 - アニタ・エクバーグ、女優（+ 2015年）
- 1931年 - ジェイムズ・クローニン、物理学者（+ 2016年）
- 1932年 - 植草貞夫、元アナウンサー
- 1932年 - ロバート・ベントン、映画監督（+ 2025年）
- 1933年 - サモラ・マシェル、モザンビーク初代大統領（+ 1986年）
- 1934年 - ミハイ・チクセントミハイ、心理学者（+ 2021年）
- 1934年 - スカンドル・アクバ、プロレスラー（+ 2010年）
- 1934年 - スチュアート・M・カミンスキー、推理作家（+ 2009年）
- 1935年 - 深谷隆司、政治家
- 1935年 - 中川李枝子、児童文学作家（+ 2024年）
- 1935年 - 藤井弘、元プロ野球選手（+ 2018年）
- 1935年 - 新井茂、元プロ野球選手
- 1935年 - ジェリー・リー・ルイス、歌手（+ 2022年）
- 1935年 - ミレーヌ・ドモンジョ、歌手（+ 2022年）
- 1935年 - 秋山武司、元プロ野球選手
- 1936年 - 三谷太一郎、政治学者
- 1936年 - シルヴィオ・ベルルスコーニ、政治家、イタリア首相（+ 2023年）
- 1937年 - ジャン＝ピエール・エルカバッハ（英語版）、コメディアン（+ 2023年）
- 1937年 - 松浦晃一郎、外交官、国連職員
- 1938年 - ウィム・コック、政治家、オランダ首相（+ 2018年）
- 1939年 - 高橋伸夫、地理学者（+ 2013年）
- 1939年 - フィクレト・アブディッチ（英語版）、経済学者
- 1939年 - ジム・バクスター（英語版）、サッカー選手（+ 2001年）
- 1939年 - ラリー・リンヴィル（英語版）、俳優（+ 2000年）
- 1939年 - ロドリー・モーガン、ウェールズ第一首相（+ 2017年）
- 1940年 - カルロス・モラレス・トロンコソ（英語版）、第34代ドミニカ共和国副大統領（+ 2014年）
- 1940年 - 上野紀子[8]、絵本作家（+ 2019年）
- 1941年 - 横舘英雄、元アナウンサー、法政大学自主マスコミ講座講師（+ 2024年）
- 1941年 - ミールホセイン・ムーサヴィー、イラン首相
- 1942年 - 今谷明、歴史学者
- 1942年 - マデリーン・カーン、女優（+ 1999年）
- 1942年 - フェリーチェ・ジモンディ、自転車選手（+ 2019年）
- 1942年 - ビル・ネルソン、政治家
- 1942年 - イアン・マクシェーン、俳優
- 1942年 - ジャン＝リュック・ポンティ、ヴァイオリニスト
- 1942年 - スティーヴ・テシック（英語版）、脚本家（+ 1996年）
- 1942年 - イヴ・レニエ（英語版）、俳優（+ 2021年）
- 1943年 - ルイス・カルロス・ガラン・サルミエント、政治家（+ 1989年）
- 1943年 - 気田義也、元アルペンスキー選手（+ 2009年）
- 1943年 - 林隆三、俳優（+ 2014年[9]）
- 1943年 - レツゴー長作、漫才師（レツゴー三匹）（+ 2018年）
- 1943年 - レフ・ヴァウェンサ、政治家、第2代ポーランド大統領
- 1943年 - ヴォルフガング・オヴェラート、元サッカー選手
- 1944年 - マイク・ポスト、作曲家
- 1944年 - マリーナ・ヘドマン（英語版）、女優
- 1945年 - ナデジダ・チジョワ、砲丸投げ選手
- 1946年 - イアン・ウォレス、ミュージシャン、ドラマー（+ 2007年）
- 1946年 - パトリシア・ホッジ（英語版）、女優
- 1946年 - ウェイン・ウェルズ（英語版）、レスリング選手
- 1947年 - 西川徹郎、俳人、文芸評論家
- 1947年 - 添野義二、空手家、元キックボクサー
- 1948年 - テオ・ユルゲンスマン、ジャズクラリネット奏者
- 1948年 - 高松秀恒、元プロ野球選手（+ 2013年）
- 1948年 - 内田俊一、建設官僚
- 1948年 - マーク・ファーナー（英語版）、歌手、ギタリスト、作曲家
- 1948年 - ヴィクトル・アレクセイエヴィッチ・クロヴォプスコフ（英語版）、フェンシング選手
- 1949年 - 西城恵一、天文学者
- 1949年 - 森本哲生、政治家
- 1949年 - 板東順司、元プロ野球選手
- 1949年 - ジョージ・ダララス（英語版）、シンガーソングライター
- 1950年 - ケン・モッカ、元プロ野球選手、監督
- 1950年 - 新城彰、俳優
- 1950年 - 西田隆広、元プロ野球選手
- 1951年 - 福井康雄、天文学者
- 1951年 - ミシェル・バチェレ、政治家、第34・36代チリ大統領
- 1951年 - ピエル・ルイジ・ベルサーニ、エミリア＝ロマーニャ州知事、欧州議会議員
- 1952年 - 隆の里俊英、第59代横綱、年寄13代鳴戸（+ 2011年）
- 1952年 - 松沼博久、元プロ野球選手
- 1952年 - モニカ・ツェールト、陸上競技選手
- 1953年 - ウォーレン・クロマティ、元プロ野球選手
- 1954年 - 中川信秀、元プロ野球選手
- 1955年 - 鈴木基紀、建築家
- 1956年 - セバスチャン・コー、陸上選手
- 1956年 - ジェームズ・ハルセル、宇宙飛行士
- 1957年 - 蓮池薫、日本人拉致被害者
- 1957年 - 酒巻匡、法学者
- 1958年 - 安藤賢一、調教助手、元騎手
- 1958年 - 小里泰弘、政治家
- 1959年 - マキノノゾミ、脚本家
- 1959年 - 板井典夫、フードプロデューサー
- 1959年 - ヨン・フォッセ、劇作家
- 1960年 - 毛利公子、歌手（Sugar）（+ 1990年）
- 1960年 - ロブ・ディアー、元プロ野球選手
- 1960年 - フーベルト・ノイパー、スキージャンプ選手
- 1960年 - ジョン・パクソン、バスケットボール選手
- 1960年 - デビッド・サンマルチノ、プロレスラー
- 1960年 - キャロル・ウェルスマン、ジャズ・ヴォーカリスト
- 1961年 - ジュリア・ギラード、第27代オーストラリア首相
- 1963年 - 横堀悦夫、俳優、声優
- 1964年 - 山下容莉枝、女優、声優
- 1964年 - 阿井英二郎、元プロ野球選手
- 1965年 - ペリクレス・シャムスカ、サッカー選手、監督
- 1965年 - 野中賢二、調教師
- 1966年 - 薫田真広、ラグビーユニオン選手
- 1967年 - 西川和孝、元子役俳優
- 1967年 - 三嶋真路、ナレーター、ラジオパーソナリティ
- 1969年 - 城山美佳子、歌手、女優、タレント（元パンプキン）
- 1969年 - イヴィツァ・ヴァスティッチ、サッカー選手
- 1969年 - エリカ・エレニアック、女優
- 1969年 - コラアゲンはいごうまん、お笑い芸人
- 1970年 - INORAN、ミュージシャン（LUNA SEA）
- 1970年 - 藤井猛、将棋棋士
- 1970年 - 増地克之、柔道指導者、柔道家
- 1970年 - TAJIRI、プロレスラー
- 1970年 - 吉田篤史、元プロ野球選手
- 1971年 - 森由起子、政治家、実業家
- 1971年 - 森昭一郎、フジテレビアナウンサー
- 1971年 - イツハク・イエディッド、作曲家、ピアニスト
- 1971年 - エディ・ディアス、元プロ野球選手
- 1972年 - 真壁刀義、プロレスラー
- 1972年 - 小沢カオル、漫画家
- 1973年 - 齋藤信治、バレーボール選手
- 1973年 - ダヴィ・ボニヤ、騎手
- 1974年 - ビビる大木、お笑いタレント
- 1974年 - しゅはまはるみ、女優
- 1976年 - アンドリー・シェフチェンコ、サッカー選手
- 1977年 - 鈴衛佑規、元プロ野球選手
- 1977年 - ヒース・ベル、元プロ野球選手
- 1978年 - 美濃岡洋子、気象予報士
- 1978年 - 穂積ユタカ、DJ、リポーター
- 1978年 - 河合ふゆみ、元タレント
- 1978年 - 菊地謙三郎、元俳優、元モデル
- 1978年 - クルト・ニルセン、歌手
- 1978年 - オーノキヨフミ、ミュージシャン
- 1979年 - 久保田和靖、お笑いタレント（とろサーモン）
- 1979年 - ハイタナ、歌手
- 1979年 - シェリー・ダンカン、元プロ野球選手
- 1980年 - 榎本加奈子、女優、タレント
- 1980年 - 花沢耕太、ミュージシャン（Chicago Poodle）
- 1980年 - 三沢陽一、小説家、推理作家
- 1980年 - 安以軒、女優
- 1980年 - ザッカリー・リーヴァイ、俳優
- 1981年 - 井上碧、女優
- 1981年 - 山田真歩、女優
- 1981年 - 新妻さと子、女優、タレント
- 1981年 - 畑田亜希、ファッションモデル
- 1981年 - 山本貴則、プロ野球審判員
- 1981年 - 藤崎大輔、元プロ野球選手
- 1981年 - 中川ともか、元プロレスラー
- 1981年 - シェーン・スメルツ、サッカー選手
- 1982年 - ぁみ、お笑いタレント（ありがとう）
- 1982年 - 秋夢乃、女優
- 1983年 - ジョナサン・マロ、プロ野球選手
- 1983年 - 鈴木理沙、プロボウラー
- 1984年 - 下山学、元プロ野球選手
- 1984年 - ペア・メルテザッカー、元サッカー選手
- 1985年 - ダニ・ペドロサ、オートバイレーサー
- 1985年 - 尾崎雄二、競艇選手、元サッカー選手
- 1985年 - ニクラス・モイサンデル、サッカー選手
- 1985年 - カルビン・ジョンソン、元アメリカンフットボール選手
- 1986年 - 有希・マヌエラ・ヤンケ、ヴァイオリニスト
- 1986年 - 上田まりえ、タレント、元アナウンサー
- 1987年 - はまだこう、タレント、グラビアアイドル
- 1987年 - アラン・カッシオ・ダ・クルス、サッカー選手
- 1988年 - 横山龍之介、元プロ野球選手
- 1988年 - 西原圭大、元プロ野球選手
- 1988年 - エルサムニー・オサマ、元サッカー選手
- 1988年 - サムエル・ディ・カルミネ、サッカー選手
- 1988年 - ケビン・デュラント、バスケットボール選手
- 1989年 - アンドレア・ポーリ、サッカー選手
- 1989年 - イェウヘン・コノプリャーンカ、サッカー選手
- 1989年 - JJJ、ラッパー（+ 2025年）
- 1989年 - 古川慎、声優
- 1989年 - TJ・ハウス、元プロ野球選手
- 1990年 - 谷澤ウッドストック、シンガーソングライター
- 1990年 - 八木亮祐、元プロ野球選手
- 1990年 - 坂口真規、元プロ野球選手
- 1990年 - 久富賢、サッカー選手
- 1990年 - 佐倉薫、声優
- 1991年 - 柊子、アイドル（JK21）
- 1991年 - アデム・リャイッチ、サッカー選手
- 1992年 - ドーキンズ英里奈、タレント、モデル
- 1992年 - 福岡みもれ、モデル、グラビアアイドル
- 1992年 - 青木まりな、女優
- 1992年 - 星奈あまゆ、アイドル（元ナト☆カン）
- 1992年 - 虫眼鏡、YouTuber（東海オンエア）
- 1992年 - 平松修造、アナウンサー
- 1992年 - 押切美沙紀、スピードスケート選手
- 1992年 - 一二三慎太、元プロ野球選手
- 1993年 - 大島江里奈、ファッションモデル
- 1993年 - スミス楓、モデル
- 1993年 - ルーシー・マルホール、ラグビーユニオン選手
- 1994年 - 長野せりな、声優、タレント、元アイドル（元アイドリング!!!13号）
- 1994年 - ホールジー、シンガーソングライター
- 1995年 - ryuchell、ファッションモデル（+ 2023年）
- 1995年 - 岸優太、アイドル、俳優（Number_i、元King & Prince）
- 1996年 - 畠山有希、シンガーソングライター、モデル
- 1996年 - 奥村莉子、アナウンサー
- 1997年 - 藍染カレン、アイドル（ZOC）
- 1997年 - 飯野雅、モデル
- 1997年 - 清水麻璃亜、アイドル（元AKB48）
- 1997年 - 西ひより、アイドル、グラビアアイドル
- 1997年 - 花守ゆみり、声優
- 1997年 - 藤田理子、サッカー選手
- 1997年 - 間瀬遥花、モデル
- 1998年 - 大西菜友、アイドル（元赤マルダッシュ☆）
- 1998年 - GK、アイドル、ミュージシャン（DKB）
- 1998年 - 藤乃あおい、グラビアアイドル
- 1999年 - チェ・イェナ、アイドル（元IZ*ONE）
- 1999年 - 水野朔、声優
- 1999年 - 五ノ井里奈、元陸上自衛官、柔道指導者
- 2000年 - 小野瑞歩、アイドル（つばきファクトリー）
- 2000年 - マーシュ彩、アイドル、モデル
- 2000年 - 本田れん、サッカー選手
- 2000年 - 萩田帆風、元アイドル（元SUPER☆GiRLS）、元グラビアアイドル
- 2001年 - 中村綺花、モデル
- 2005年 - 羚奈、モデル、ウクレレ奏者
- 2006年 - 森井姫明麗、スノーボード選手
- 生年不詳 - 佐藤ミキ、歌手
- 生年不詳 - 海野螢、漫画家、同人作家
- 生年不詳 - 三好輝、漫画家、イラストレーター
- 生年不詳 - 岩井映美里、声優
- 生年不詳 - 狩野茉莉、声優
- 生年不詳 - 蘇武健治、声優
- 生年不詳 - 今千秋、アニメーション監督
- 生年不詳 - 権平ひつじ、漫画家

## 忌日
- 855年 - ロタール1世、ローマ王（* 795年）
- 1186年 - ギヨーム・ド・ティール、十字軍時代のティール大司教、歴史家（* 1130年）
- 1325年（正中2年8月15日）- 瑩山紹瑾、曹洞宗第四祖（* 1268年）
- 1494年 - アンジェロ・ポリツィアーノ、人文主義者、詩人（* 1454年）
- 1530年 - アンドレア・デル・サルト、画家、金細工師（* 1486年）
- 1560年 - グスタフ1世[10]、スウェーデン国王（* 1496年?）
- 1674年 - ヘルブラント・ファン・デン・エークハウト、画家、版画家（* 1621年）
- 1768年 - クリスティアン・ザイボルト（英語版）、画家（* 1695年）
- 1804年 - マイケル・ヒレガス、政治家（* 1729年）
- 1833年 - フェルナンド7世、スペイン国王（* 1784年）
- 1839年 - フリードリッヒ・モース、地質学者、鉱物学者（* 1773年）
- 1860年（万延元年8月15日）- 徳川斉昭、第9代水戸藩主、徳川慶喜の父（* 1800年）
- 1861年 - テクラ・バダジェフスカ、作曲家、ピアニスト（* 1823年）
- 1865年 - フランソワ＝ジョゼフ・エイム、画家（* 1787年）
- 1884年 - ウジェーヌ・ブルドン（フランス語版）、時計職人（* 1808年）
- 1887年 - ベルンハルト・フォン・ランゲンベック（英語版）、外科医（* 1810年）
- 1891年 - 津田三蔵、大津事件主犯（* 1855年）
- 1902年 - ウィリアム・マッゴナガル、詩人（* 1825年）
- 1902年 - エミール・ゾラ、小説家（* 1840年）
- 1908年 - マシャード・デ・アシス、小説家（* 1839年）
- 1910年 - ウィンスロー・ホーマー、画家（* 1836年）
- 1913年 - ルドルフ・ディーゼル、機械技術者、ディーゼルエンジンの発明者（* 1858年）
- 1914年 - ジャン・ブワン、陸上競技選手（* 1888年）
- 1925年 - レオン・ブルジョワ、第三共和政フランスの政治家、元閣僚評議会議長（* 1851年）
- 1927年 - ウィレム・アイントホーフェン、医学者（* 1860年）
- 1929年 - 田中義一、政治家、第26代内閣総理大臣（* 1864年）
- 1930年 - イリヤ・レーピン、画家、彫刻家（* 1844年）
- 1933年 - 佐々木喜善、民俗学者、作家（* 1886年）
- 1937年 - レイ・ユーリー、陸上競技選手（* 1873年）
- 1937年 - エルンスト・ホッペンベルク（英語版）、水泳選手、1900年パリ五輪金メダリスト（* 1878年）
- 1947年 - 鬼頭仁三郎、経済学者（* 1900年）
- 1964年 - フレデリック・トゥーテル、ハンマー投げ選手、1924年パリ五輪金メダリスト（* 1902年）
- 1967年 - カーソン・マッカラーズ、作家（* 1917年）
- 1968年 - パオロ・ラドミロヴィッチ（英語版）、水泳選手、水球選手（* 1886年）
- 1969年 - トミー・リーチ（英語版）、プロ野球選手（* 1877年）
- 1973年 - W・H・オーデン、詩人（* 1907年）
- 1975年 - ケーシー・ステンゲル、野球選手、監督（* 1890年）
- 1977年 - クリフォード・ロバーツ（英語版）、実業家（* 1894年）
- 1977年 - アレクサンドル・チェレプニン、作曲家、ピアニスト（* 1899年）
- 1979年 - 穴水清彦、実業家、元相模鉄道社長（* 1912年）
- 1979年 - マシアス・ンゲマ、政治家、赤道ギニア初代大統領（* 1924年）
- 1981年 - ビル・シャンクリー、サッカー選手、指導者（* 1913年）
- 1982年 - モンティ・ストラットン、プロ野球選手（* 1912年）
- 1983年 - 井口基成、ピアニスト、ピアノ教育家（* 1908年）
- 1984年 - 葵まさひこ、歌手（* 1937年）
- 1985年 - 入江相政、エッセイスト（* 1905年）
- 1987年 - 竹本津太夫 (四代目)、浄瑠璃（義太夫）演者（* 1916年）
- 1987年 - ヘンリー・フォード2世、実業家、元フォード・モーター・カンパニー社長（* 1917年）
- 1988年 - チャールズ・アダムス、漫画家（* 1912年）
- 1991年 - 野上清光、実業家、元プロ野球選手、日世設立者（* 1914年）
- 1991年 - 青木昌治、電子工学者（* 1922年）
- 1994年 - 板谷四郎、将棋棋士（* 1913年）
- 1995年 - 林伊佐緒、歌手・作曲家（* 1912年）
- 1996年 - 遠藤周作、小説家（* 1923年）
- 1997年 - 松永亀三郎、実業家、元中部電力社長、涼仙ゴルフ倶楽部理事長（* 1915年）
- 1997年 - ロイ・リキテンスタイン、画家（* 1923年）
- 1998年 - 北森嘉蔵、牧師、神学者（* 1916年）
- 2000年 - 渡辺省一、政治家、第49代科学技術庁長官（* 1930年）
- 2001年 - グエン・バン・チュー、ベトナム共和国（南ベトナム）大統領（* 1923年）
- 2002年 - 赤澤璋一、官僚、第6代日本貿易振興会（ジェトロ）理事長（* 1919年）
- 2004年 - リシャール・サンク、二輪オフロードレーサー（* 1970年）
- 2005年 - 大出峻郎、裁判官、元最高裁判所判事（* 1932年）
- 2007年 - 鬼塚喜八郎、実業家、アシックス創業者（* 1918年）
- 2007年 - 猿橋勝子、地球化学者、猿橋賞創設者（* 1920年）
- 2007年 - ロイス・マクスウェル、女優（* 1927年）
- 2007年 - ジュラ・ジボツキー、ハンマー投選手（* 1937年）
- 2007年 - 上福元勤、プロ野球選手（* 1966年）
- 2009年 - 中山悌一、バリトン歌手（* 1920年）
- 2009年 - ミシュリーヌ・ボーシュマン、手芸作家（* 1929年）
- 2009年 - パーヴェル・ポポーヴィチ、宇宙飛行士（* 1930年）
- 2009年 - マヌエル・デ・ノヴァス、詩人、作曲家（* 1938年）
- 2010年 - ジョー・マンテル、俳優（* 1915年）
- 2010年 - ジョルジュ・シャルパク、物理学者、ノーベル物理学賞受賞者（* 1924年）
- 2010年 - トニー・カーティス、俳優（* 1925年）
- 2011年 - ヘラ・S・ハーセ、小説家（* 1918年）
- 2011年 - 世耕弘昭、教育者、近畿大学理事長（* 1932年）
- 2011年 - シルヴィア・ロビンソン、歌手、ソングライター、音楽プロデューサー（* 1936年）
- 2011年 - 花村菊江、歌手（* 1938年）
- 2012年 - 日比賢昭、実業家、元サンゲツ会長（* 1928年）
- 2012年 - ヘーペ・カマルゴ、テレビ司会者、歌手、女優（* 1929年）
- 2012年 - ニール・スミス、地理学者（* 1954年）
- 2012年 - 冴島奈緒、AV女優（* 1968年）
- 2013年 - アントン・ベニング、戦闘機パイロット（* 1918年）
- 2013年 - 堀新助、外交官、第7代パリーグ野球連盟会長（* 1919年）
- 2013年 - ハロルド・アグニュー、物理学者、第3代ロスアラモス研究所所長（* 1921年）
- 2013年 - 山崎豊子、作家（* 1924年）
- 2013年 - 高山一夫、元プロボクサー、第10代日本フェザー級王者（* 1936年）
- 2013年 - 松下雋、実業家、元日本ガイシ社長（* 1946年）
- 2013年 - ジン・ルイス、プロレスラー（* 1949年）
- 2014年 - ルイス・ニシザワ、画家（* 1918年）
- 2014年 - 石渡幸二、実業家、元海人社社長（* 1927年）
- 2014年 - 辰野登恵子、画家、版画家（* 1950年）
- 2015年 - 山内久、脚本家（* 1925年）
- 2015年 - フィル・ウッズ、ジャズサクソフォーン奏者（* 1931年）
- 2016年 - 高山一彦、歴史学者、成蹊大学名誉教授（* 1924年）
- 2016年 - 寺澤芳雄、英語学者、東京大学名誉教授（* 1928年）
- 2016年 - 塩田利幸、アナウンサー（* 1939年）
- 2017年 - 槐柳二、俳優、声優（* 1928年）
- 2017年 - 秋永一枝、日本語学者、早稲田大学名誉教授（* 1928年）
- 2017年 - リュドミラ・ベルソワ、フィギュアスケート選手（* 1935年）
- 2018年 - オーティス・ラッシュ、ブルース歌手、ギタリスト（* 1935年）
- 2019年 - カンポス・ヴェヌーティ、都市計画家（* 1926年）
- 2019年 - 髙松康生、流体工学者（* 1928年）
- 2019年 - 佐藤しのぶ、ソプラノ歌手（* 1958年）
- 2020年 - サバーハ・アル＝アフマド・アル＝ジャービル・アッ＝サバーハ、第15代クウェート首長（* 1929年）
- 2020年 - レツゴー正児[11]、漫才師（レツゴー三匹）（* 1940年)
- 2020年 - ヘレン・レディ、歌手（* 1941年）
- 2020年 - 川村二郎、ジャーナリスト、文筆家、元週刊朝日編集長（* 1941年）
- 2020年 - 湯原祐希[12][13]、ラグビーユニオン選手（* 1984年）
- 2021年 - 三遊亭栄馬、落語家（* 1944年）
- 2021年 - ラヴィル・イシヤノフ、俳優（* 1962年）
- 2021年 - 小川知男、地方公務員、造形作家（* 1974年）
- 2022年 - ポール・ヴェーヌ、歴史家（* 1930年）
- 2022年 - 山脇百合子、絵本作家、挿絵画家（* 1941年）
- 2023年 - 北沢方邦、人類学者、音楽評論家（* 1929年）
- 2023年 - ダイアン・ファインスタイン、政治家（* 1933年）
- 2023年 - 丸山博一、俳優、演出家（* 1934年）
- 2023年 - 正野寛治、実業家、元三菱化学社長（* 1936年）
- 2023年 - ジョイス・グレーブル、プロレスラー（* 1952年）
- 2023年 - 巻島直樹、声優（* 1962年）
- 2024年 - 大山のぶ代、女優、声優（* 1933年）

## 記念日・年中行事
- ミクルマス（英語版）（カトリック教会）
大天使ミカエル、ガブリエル、ラファエルの聖名祝日。
- 発明家の日（ アルゼンチン）
1986年から実施。ボールペンの発明で知られるハンガリーの発明家で、アルゼンチンで亡くなったビーロー・ラースローの誕生日を記念。
- クリーニングの日（ 日本）
「ク(9)リーニ(2)ング(9)」の語呂合せ。全国クリーニング環境衛生同業組合連合会が1982年に制定[14][15]。
- 招き猫の日（ 日本）
招き猫が福を招くといわれていることから、9月29日の「929」を「来る福」と読んで、日本招猫倶楽部が制定[14][15]。猫の日も参照[16]。
- 洋菓子の日（ 日本）
三重県洋菓子協会が2002年に制定。フランスでは大天使ミシェル（ミカエル）が菓子職人の守護聖人となっており、その祝日が9月29日であることから。
- 接着の日（ 日本）
日本接着剤工業会が2010年に制定。「929」が「くっつく」と読めるという語呂合わせから[17]。
- くっつくFM東海ラジオの日（ 日本）
東海ラジオ放送のFM周波数が92.9MHz（くっつく）であることから、日本記念日協会に申請し、2018年に認定される[18]。